# 提格雷州
提格雷州（kilil Tigrāy），正式名称为提格雷民族地区州（ብሔራዊ ክልላዊ መንግስቲ ትግራይ，Bəh̩erawi Kəllelawi Mängəśti Təgray），是埃塞俄比亞的一個州，位於該國最北部，西界蘇丹共和國，北鄰厄立特里亞。特克澤河流經。面積50,079平方公里，2020年人口7,070,260人。首府默克萊。當地居民以提格雷尼亚人為主。
提格雷的官方语言是提格利尼亚语，与北方的厄立特里亚的语言相似。总人口（基于2020年的人口普查，CSA）为7,070,260。大多数人口（约80%）是农业人口，对地区国内生产总值的贡献为46%（2009年）。高地的人口密度最高，特别是在提格雷东部和中部。人口密度低得多的低地占提格雷地区面积的48%。96%的提格雷人信奉东方正统教会的一支埃塞俄比亚正教。

## 政治
2020年9月9日，提格雷州在联邦政府反對的情况下舉行地区选举，联邦政府声称此次選舉無效。
2023年3月23日，提格雷州临时行政机构成立，提格雷人民解放阵线发言人格塔丘·里达任首席行政官。